# هنری سلت
هنری سَلت (انگلیسی: Henry Salt; ۱۴ ژوئن ۱۷۸۰ – ۳۰ اکتبر ۱۸۲۷) هنرمند، دیپلمات، باستان‌شناس، گیاه‌شناس و مصرشناس اهل بریتانیا بود.
او برندهٔ جوایزی همچون همکار انجمن سلطنتی شده‌است.

## زندگینامه
اوایل زندگی
هنری سلت در ۱۴ ژوئن ۱۷۸۰ در لیچفیلد به دنیا آمد او پسر توماس سلت و آلیس بات بود. پدرش یک پزشک بود. او کوچکترین فرزند از هشت فرزند این زوج بود. هنری به مدرسه‌ای در لیچفیلد به نام مارکت بوسورث رفت و سپس برای ادامه تحصیل به بیرمنگام که برادرش نیز آنجا ساکن بود، رفت. او از همان ابتدا به نقاشی‌های پرتره علاقمند شد. زمانی که در لیچفیلد بود، زیر نظر یک هنرمند آبرنگ به نام جان گلاور تحصیل کرد و بعد‌ها برای پیگیری این علاقه خود در سال ۱۷۸۹ به لندن رفت و در آنجا ابتدا زیر نظر جوزف فرینگتون و بعداً زیر نظر جان هاپنر مشغول به یادگیری نقاشی شد. پس از مدتی، او نقاشی پرتره را رها کرد.

## در رسانه
رابرت پورتال مستندی درباره هنری سلت و مصر ساخت که در سال ۲۰۰۵ این مستند از بی‌بی‌سی نمایش داده شد.

## نگارخانه

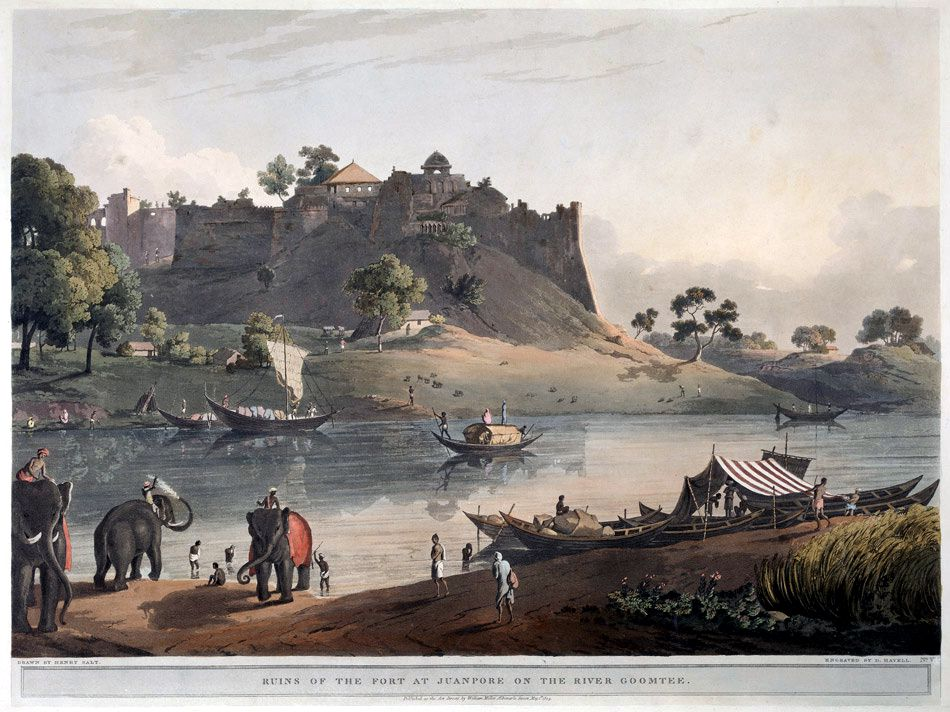
خرابه‌های قلعه‌ای در کنار یک رود
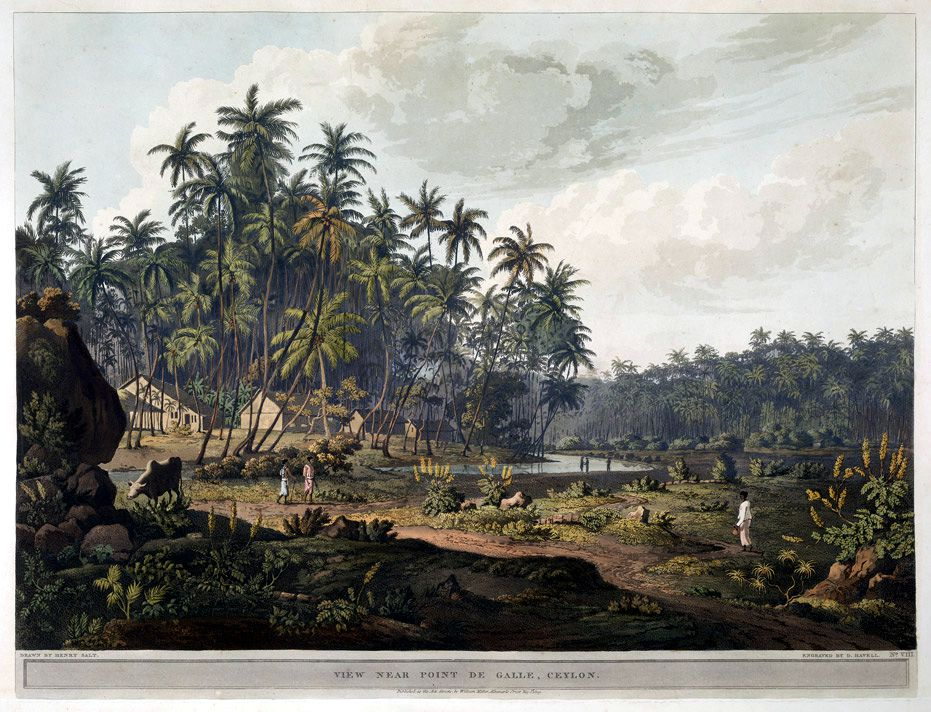
نمایی نزدیک از منطقه دوگال و سیلان
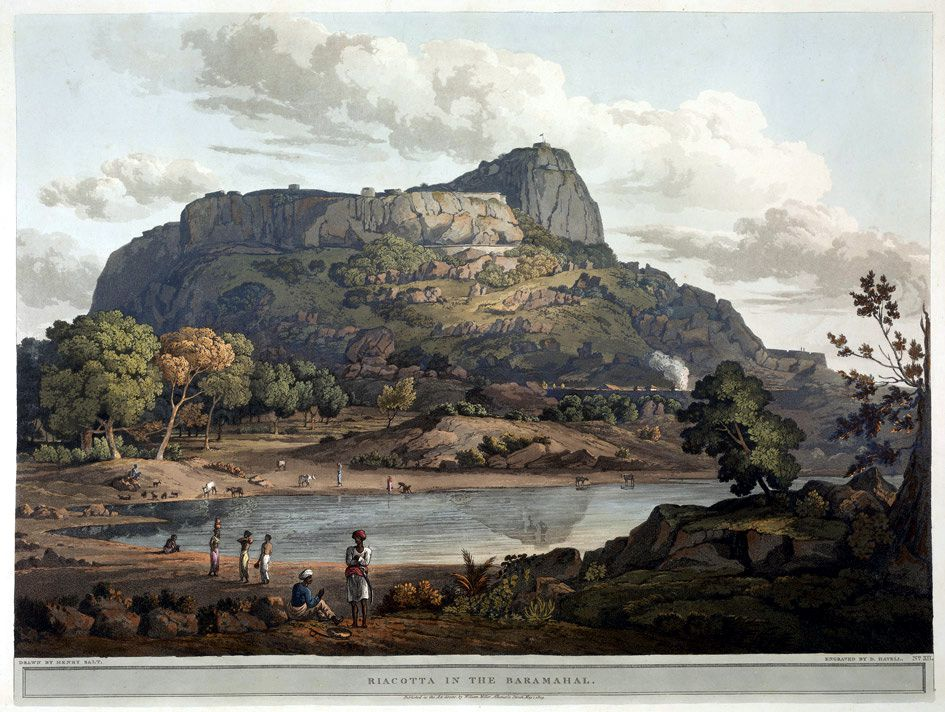
منطقه ریاکوتا در بارامهال